# Jacques Preumont
Jacques A. P. Preumont (22 maart 1946) was een Belgisch volksvertegenwoordiger.

## Levensloop
Preumont werd politiek actief voor Ecolo en was van 1985 tot 1986 federaal secretaris van de partij.
Bij de verkiezingen van 1985 stond hij als eerste opvolger op de lijst van Ecolo voor de kieskring Brussel. De effectief verkozene was Olivier Deleuze en toen die in maart 1986, vanwege onenigheid met de partijinstanties, ontslag nam, werd Preumont volksvertegenwoordiger. Zo kwam hij ook in de Raad van de Franse Gemeenschap terecht.
Niet voor lang echter, want bijna onmiddellijk trad ook bij hem onenigheid in en werd hij in oktober 1986 buiten de partij gezet. Hij bleef nog een jaar als onafhankelijke zetelen, maar in oktober 1987 nam hij ontslag. Zijn ontslagbrief vermeldde gezondheidsredenen en onenigheid met zijn partij. Hij werd opgevolgd door Henri Simons.